# Aphodius substratus
Aphodius substratus là một loài bọ cánh cứng trong họ Scarabaeidae. Loài này được A.Schmidt miêu tả khoa học năm 1911.